# Experiment Fear
Az Experiment Fear amerikai death metal együttes. 1989-ben alakultak a wisconsini Appleton-ban.

## Története
Jeff Loomis gitáros alapította, a zenekar elődjének egy System nevű zenekar számított, amely 1988-ban alakult meg. Először egy demót dobtak piacra, majd a következő évben már EXPERIMENT FEAR elnevezéssel léptek fel. Ezen a néven 1991-ben is megjelentettek egy demót, ezt 1993-ban egy újabb demó követte. Első nagylemezüket 1994-ben adták ki. 2000-ben még egy demót megjelentettek. Jeff Loomis a Nevermore-hoz való csatlakozása előtt az Experiment Fear-ben szerepelt. 2003-ra tervben volt egy EP megjelentetése is, de végül ismeretlen okoknál fogva elvetették az ötletet. Így a zenekar diszkográfiája a mai napig három demót és egy stúdióalbumot tartalmaz. Zenei hatásukként a Pestilence, Kreator illetve Morbid Saint együtteseket tették meg.

## Tagok
Jelenlegi tagok
- Phil DesLauriers – ének, gitár, billentyűk
- Scott Ebbens – gitár, éneklés
- Joe Schermitzler – basszusgitár, dobok

Korábbi tagok
- Jeff Loomis – elektromos gitár
- Jon Griesbach – ütős hangszerek
- Shawn Sanders – elektromos basszusgitár (2009-ben elhunyt)
- Joe Wege – ének
- Danny Miller – ének

## Diszkográfia
- Choir Invisible – demó, 1991
- Fool's Paradise – demó, 1993
- Assuming the Godform – nagylemez, 1994
- Demo 2000